# Bejeweled (pjesma Taylor Swift)
"Bejeweled" je pjesma američke kantautorice Taylor Swift. To je deveta pjesma na Swiftinom desetom studijskom albumu, Midnights (2022.), koji je objavljen 21. listopada 2022. preko Republic Recordsa. Pjesma je dodatno objavljena kao digitalni promotivni singl 25. listopada. Napisali su je i producirali Swift i Jack Antonoff.

## Pozadina
Dana 28. kolovoza 2022. Taylor Swift najavila je svoj deseti studijski album, Midnights, koji je objavljen 21. listopada 2022. Popis pjesama nije odmah otkriven. Jack Antonoff, dugogodišnji Swiftin suradnik koji je radio s njom od njenog petog studijskog albuma 1989 (2014.), potvrđen je kao producent na Midnightsu videom objavljenim na Swiftinom Instagram računu 16. rujna 2022. pod nazivom "The Making of Midnights". Počevši od 21. rujna 2022., Swift je počela otkrivati popis pjesama nasumičnim redoslijedom kroz svoju kratku video seriju na TikToku, pod nazivom Midnights Mayhem with Me. Sastojala se od 13 epizoda, s jednom pjesmom otkrivenom u svakoj epizodi. Swift baca kavez za lutriju koji sadrži 13 ping pong loptica numeriranih od jedan do trinaest, od kojih svaka predstavlja pjesmu Midnights, a kada loptica ispadne, otkrila je naslov odgovarajuće pjesme na albumu, putem telefona. U sedmoj epizodi 5. listopada 2022., Swift je objavila naslov devete pjesme kao "Bejeweled".

## Tekst i kompozicija
"Bejeweled" je disko pjesma, s stihovima o prepoznavanju vlastite vrijednosti u vezi koja je toksična i samo jedna strana ima slobodu dok druga mora "biti zaključana pod ključem".

## Izdavanje
Swift je izjavila kako će par dana nakon izlska albuma, na 25. listopada, objaviti drugi singl i glazbeni video za pjesmu "Bejeweled". Osim Swift, glumci glazbenog spota "Bejeweled" uključuju — Jack Antonoff, Laura Dern, sestre Haim (Este, Danielle i Alana), Dita Von Teese i Pat McGrath.

## Glazbeni video
Glazbeni video za pjesmu "Bejeweled", koju je napisala i režirala Swift, premijerno je prikazan na YouTubeu u 12:00 EDT 25. listopada. Sadrži mnogo skrivenih poruka koje se pozivaju na njezin prethodni rad, osobito njezin singl "Exile" iz 2020. i njezin album Speak Now iz 2010. s naznakama da će potonji biti sljedeći ponovno snimljeni album koji će biti objavljen.
Priča se poziva na bajku Pepeljuga i pruža ironičan obrat. U njemu Swift tumači lik Pepeljuge, nazvan samo "Kućna djevojka". Ona trpi ruganje od lika opake maćehe, koju glumi Laura Dern, i zlih polusestara, koje glume članovi benda Haim, čiju jednu bljuvotinu Swift čisti. Dok odlaze na bal, Swift otvara ručni sat i pretvara se u figuru kraljice u plaštu u balskoj haljini. Ona pjeva drugi stih u zlatnom liftu inspiriranom Art Decoom na putu do bala na trećem katu nebodera. Swift zatim prolazi kroz okruženje ispunjeno padajućim dragim kamenjem prije nego što skine ogrtač, otkrivajući plesnu odjeću nadahnutu američkom burleskom. Ona upoznaje svoju "vilinsku božicu" (Dita Von Teese) i one izvode plesnu točku u paru ogromnih čaša za martini, prije nego što Swift izađe na pozornicu na balu u okruženju inspiriranom satnim mehanizmom okružena djevojkama. Njezin čin zapanji opaku maćehu i polusestre i impresionira "kraljicu Pat" (Pat McGrath). Kraljica Pat prisiljava Swift da zabavi lik Šarmantnog princa (Jack Antonoff), ali Swift odbija prinčevu bračnu ponudu. Glazbeni video završava s princem koji prihvaća Swiftino odbijanje dok ona uživa u pogledu iz svog novostečenog dvorca sa zmajevima koji ga okružuju.